# Francisco de la Torre y Sevil

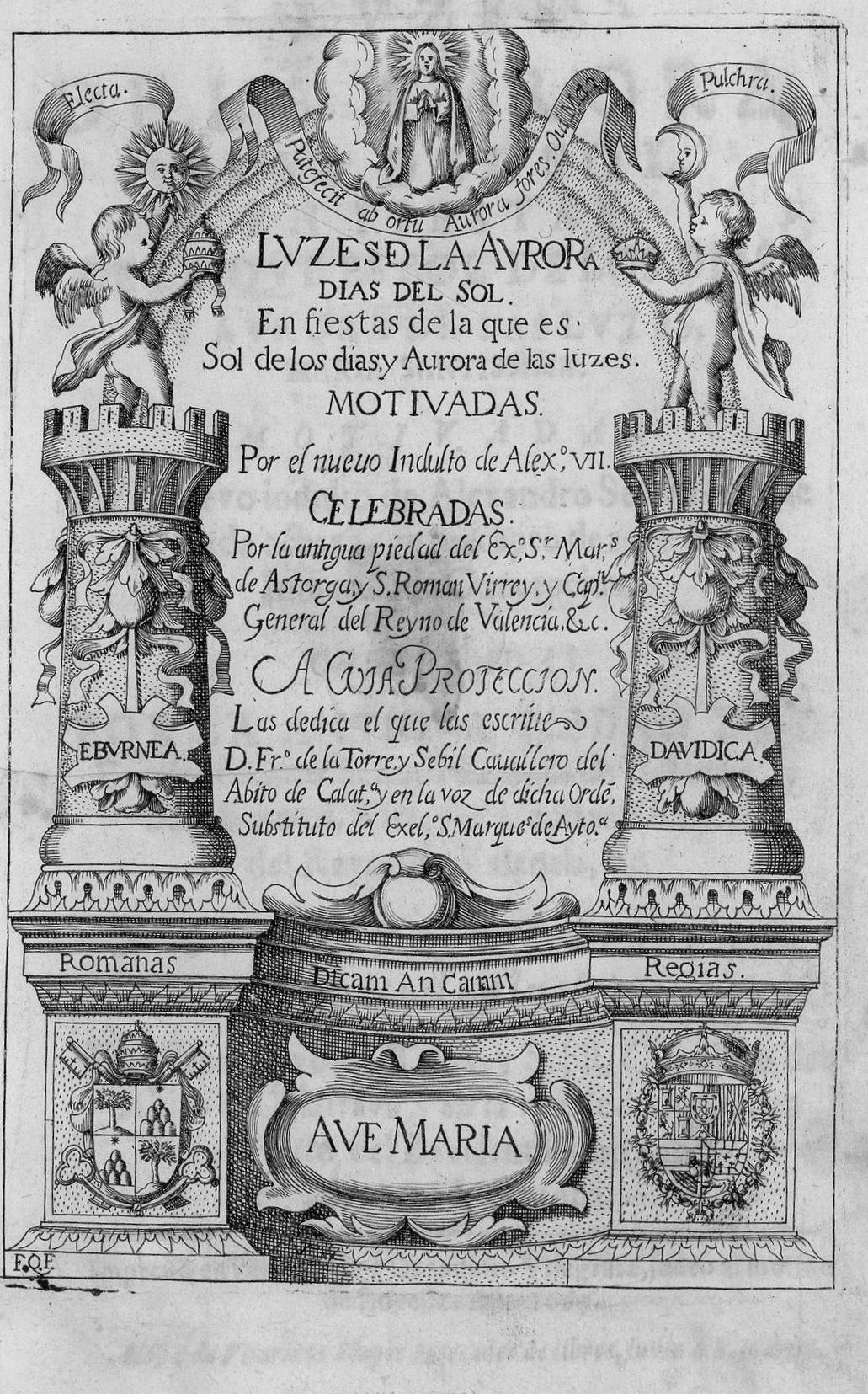
Frontis de Luzes de la aurora, días de sol, en fiestas de la que es sol de los días y aurora de las luzes, María Santissima motiuadas por el nuevo indulto de Alexandro Séptimo.... Grabado calcográfico de Francisco Quesádez, Valencia, 1665

Francisco de la Torre y Sevil (Tortosa, 1625-1681), poeta, dramaturgo, traductor y humanista español.

## Biografía
De linaje fundamentalmente aragonés con un costado catalán, fue hijo del noble Juan de la Torre, de Monroyo, y de Cordula Sevil, también de linaje noble, de Tortosa. Fue caballero calatravo y amigo de casi todos los ingenios aragoneses destacados de su tiempo. Vivió en Zaragoza, Valencia y la Corte. Su primera obra literaria conocida fue una colaboración en un Certamen poético que organizó Juan Francisco Andrés de Uztarroz con motivo de abrirse cátedras de Filosofía en la Universidad de Zaragoza en 1642. Animado por esta experiencia, participó también activamente en numerosas justas poéticas de Valencia, ciudad a la que estuvo muy vinculado. Reunió gran parte de sus poesías bajo el título de Entretenimiento de las musas (1654), dividido en cuatro partes que denomina "manjares" cada una referida a asuntos sacros, heroicos, líricos y burlescos. Reflejó su poética en una décima "A la pluma";
Fértil vara, igual pincel, / regla cierta, alto compás, / aguda flecha que das / en el blanco del papel. / Con voz negra, lengua fiel, / índice del discurrir, / si eterna quieres vivir, / bien hiciste en trasladar / todo el aire del volar / al aire del escribir.
Consta que estaba en Valencia ya en 1663 y muy probablemente antes, habida cuenta de lo mucho que se implicó en la vida de la ciudad y lo mucho que recurrieron a él sus cargos públicos; en 1665 actuó de secretario en unas justas con motivo de celebrarse la Inmaculada Concepción. En 1668 fue distinguido como relacionero de unas Reales fiestas que dispuso la noble, insigne y coronada y siempre leal ciudad de Valencia a honor de la milagrosa imagen de la Virgen de los desamparados, en la traslación a su nueva sumptuosa capilla. En 1669 también participó como secretario en una Real Academia... también en Valencia, y no faltó tampoco su contribución en muchas justas poéticas más. Fue amigo de Pedro Calderón de la Barca, Vincencio Juan de Lastanosa y Baltasar Gracián, entre otros. Fue nombrado administrador de la Orden de Calatrava en Bejís y Castell de Castells. Por 1670 estaba en Madrid con motivo de unos pleitos, de los que se deduce que le gustaban las joyas hasta el punto de dejarse entrampar por ellas, y publicó la primera parte de las Agudezas de Juan Owen, traducidas en metro castellano ilustradas con adiciones y notas (Madrid: por Francisco Sanz, imprenta del Reino, 1674). En 1680 tomó posesión de la encomienda de Alcañiz y en 1682, al editarse la segunda parte de las Agudezas, ya había muerto, por lo que su principal biógrafo, Manuel Alvar, piensa que debió fallecer a últimos de 1680 o en 1681. 
Según testimonios de su época ajenos y propios, era menudo, bajo de estatura y tan de buen carácter que era incapaz de disimular sus propios errores y faltas. Fue cultivador del conceptismo que preconizaba su amigo Baltasar Gracián, así que en su estilo pueden encontrarse muchas agudezas (no en vano tradujo los epigramas de John Owen), correlaciones y plurimembraciones.

## Obras
- Poesía completa: seguida de traducciones de Horacio y del Petrarca, del Maestro Sánchez Brocense, Fray Luis de León, don Juan de Almeida y Alonso de Espinosa, edición de María Luisa Cerrón Puga, Madrid: Cátedra, 1993.
- Entretenimiento de las musas, en esta baraxa nueva de versos, dividida en quatro manjares, de asuntos sacros, heroicos, líricos, y burlescos, Juan de Ybar, 1654. Hay edición moderna de Manuel Alvar, 1987.
- Delicias de Apolo: recreaciones del Parnaso por las tres musas, Urania, Euterpe, y Caliope; hechas de varias poesías, Juan de Ybar, 1670.
- Reales fiestas que dispuso la noble, insigne y coronada y siempre leal ciudad de Valencia a honor de la milagrosa imagen de la Virgen de los desamparados, en la traslación a su nueva sumptuosa capilla, 1668.
- Traducción de John Owen, Agudezas de Juan Owen, traducidas en metro castellano ilustradas con adiciones y notas (Madrid: por Francisco Sanz, imprenta del Reino, 1674 primera parte; ...Segunda parte que contiene el libro llamado uno, con los disticos morales y políticos de M. Verino, etc. José Carlos Garcés y de la Sierra Boyl de Arenós, 1682, la segunda).
- El peregrino atlante S. Francisco Xavier, apostol del Oriente. Epítome histórico y panegírico, Valencia, por Gerónimo Vilagrasa, Impressor de la Ciudad, y de la Santa Inquisición, 1670, muy reimpreso.
- El descendimiento de la Cruz, comedia
- Poesías, ed. de Alonso Zamora Vicente, Madrid: Espasa-Calpe, 1969.
- La justicia y la verdad: comedia de Susana..., 1664.
- La confesión con el demonio: comedia famosa, 1762.
- La batalla de los dos: comedia de San Luis Beltrán. Primera parte de su vida, comedia manuscrita.
- Luzes de la aurora, días del sol, en fiestas de la que es sol de los días y aurora de las luzes, Maria santissima: motiuadas por el nuevo indulto de Alessandro séptimo, que concede octava con precepto de rezo de la Inmaculada Concepción...Valencia: Gerónimo Vilagrasa, junto al molino de Rovella, 1665.
- Cinta, o celestial zona de la virgen de la Cinta, feliz protectora de los Partos, venerada en... Tortosa... y ofrecida... a la devoción de... doña Maria de Benavides..., 1674.
- La Azucena de Etiopía: comedia de fiesta, ed. de José Arnal de Bolea y Giovanni Cara, Firenze: Alinea, 2006.